# Psychotria faxlucens
Psychotria faxlucens är en måreväxtart som beskrevs av David H. Lorence och John Duncan Dwyer. Psychotria faxlucens ingår i släktet Psychotria och familjen måreväxter. Inga underarter finns listade i Catalogue of Life.